# Mobcast
mobcast（モブキャスト）は、株式会社モブキャストが運営するエンターテインメントプラットフォーム。2010年2月にサービスをスタートした。
２０２１年５月１７日、モブキャストホールディングス東証マザーズ株価123円に引きずられるように早朝からアクセス不可発生。同５月１９日、結着宣言出るも、根本的解決示されずユーザー離れ・批判を予感させる場当たり的な謝罪・補填を行う。

## 概要
mobcastは、2010年2月にモブキャストによって運営された。運営当初は、ゲムッパという名称であったが、2011年12月に現在の名称であるmobcastに変更された。
mobcastはモバイル端末から無料で利用できる、スポーツ系コンテンツを中心に配信を行っているエンターテインメントプラットフォームである。コンプリートガチャを用いないソーシャルゲームの配信や未成年者に対する課金制限等を導入しており、健全なプラットフォームを謳っている。

### 名前の由来
社名モブキャストの英語表記となっている。mobcastは、「モバイル・ブロードキャスティング」の省略形である。2011年12月7日にブランド強化とプラットフォームの会員数と認知度を向上するため、社名と同一名称に変更している。

### 会員数
2012年10月末時点のmobcast会員数は約270万人としている。

## 沿革
- 2010年（平成22年）
  - 2月 - 「ゲムッパ」の名称でオープン。
  - 2月 - サッカーチーム運営シミュレーションゲーム「Webサッカー」配信開始。
  - 12月 - 日本野球機構承認・プロ野球チーム運営シミュレーションゲーム「モバプロ」配信開始。
- 2011年（平成23年）
  - 2月 - 会員数が100万人を突破。
  - 4月 - サル育成シミュレーションゲーム「サルさる for ゲムッパ」配信開始。
  - 4月 - 恋愛シミュレーションゲーム「トキ恋」配信開始。
  - 7月 - 会員数150万人突破。
  - 10月 - 競走馬育成シミュレーションゲーム「モバダビ」配信開始。
  - 11月 - 会員数200万人突破。
  - 12月 - 「mobcast」に名称変更。
- 2012年（平成24年）
  - 7月 - 国際プロサッカー選手会、JFA承認・サッカーチーム運営シミュレーションゲーム「モバサカ」配信開始。
  - 9月 - 会員数250万人突破。
  - 9月 - MLB公式ライセンスゲーム「メジャプロ」配信開始。
  - 10月 - オープン化のための「mbc connect」、「mbc wallet」提供開始。
  - 11月 - 「だよね」ボタンの拡充等のプラットフォーム機能を拡充。
- 2023年（令和5年）
  - 2月 - 「モバプロ」サービス終了。
  - 3月 - 「mobcast」サービス終了。

## プロフィール
ユーザーの誕生日、星座、居住地域、プレイしているソーシャルゲームが表示される。2012年12月からはアバター機能も追加される予定。

### 伝言板
ユーザーはソーシャルゲームで使用する選手カードのトレードやゲーム上での親善試合を申し込むために、他ユーザーの伝言板に書き込みをすることができる。

### ミニメール
ユーザーは他ユーザーに無料でメールを送信することができる。

### コミュニティ
コミュニティは、mobcastのユーザーが誰でも自由に作ることができる（コミュニティを開設すると、そのコミュニティの管理人になる。）。ただし3つまでしか開設することができない。
コミュニティ内のトピックは、誰でも作成可能の場合から、管理人しか作成できない場合まである。また、コミュニティ内の掲示板であるトピックは、参加者メンバーだけに制限して公開することも、それ以外のユーザーにも閲覧できるようにすることもできる。
コミュニティはモバプロやモバサカの攻略情報、選手カードのトレードに関するコミュニティのようなソーシャルゲーム関連のコミュニティが人気となっている。

### 実況Live!
プロ野球全試合を速報する。ユーザーは、自分がその試合のどちらのチームを応援しているかを選択できる（どちらでもない場合には、「中立」とすることもできる）とともに、応援コメントを残すことも可能。「裏実況Live!」もあり、ここでは毎回出題されるお題に対して、コメントをすることができる。熱狂的なファンが多い場合には、応援合戦が繰り広げられる。

### コロシアム
ベータ版として利用可能。コロシアムはスポーツの試合結果や個人の成績に対する予想を行い、的中した場合にはmobcast内で使用できる仮想通貨モブGをもらうことができる。
コロシアムには、無料で予想することができるレギュラー問題と、モブGを投票して倍増をねらえるプレミアム問題が存在する。

### ニュース
主にスポーツニュースを中心として配信されている。
mobcast内で使用する仮想通貨は携帯電話会社、クレジットカードや電子マネーで購入する仕組みになっている。仮想通貨はモブキャストゴールド（モブG）となっている。